# Billy Steel
William "Billy" Steel (1 de maig de 1923 - 13 de maig de 1982) fou un futbolista escocès de la dècada de 1940.
Fou internacional amb la selecció d'Escòcia. Pel que fa a clubs, defensà els colors de St Mirren, Morton, Derby County FC i Dundee FC.
El 2006 fou inclòs a l'Scottish Football Hall of Fame.